# Duanda
Duanda (短打) è un termine utilizzato nelle arti marziali cinesi per indicare il combattimento a corta distanza e in opposizione a Changquan. È anche chiamato Duanquan (短拳, il pugilato corto).
Uno stile con questo nome è diffuso a Baoding e Gaoyang nella provincia dello Hebei, in Cina.

## Duanquan e Mianzhang
Il Mianzhang Duanda 绵张短拳 è citato assieme al Mianzhang 绵张 in alcuni testi dell'epoca della dinastia Ming, come ad esempio il Jixiao Xinshu di Qi Jiguang, il Wubian 武编 di Tang Shunzhi 唐顺之 e lo Zhenji 阵纪 di He Liangchen 何良臣.

## Duanda e Fanziquan
Il libro Zhongguo Duanda Zhenchuan 中国短打真传 mette in collegamento il Duanda ed il Fanziquan.

## Duanquan nel Sanhuang Paochui
Una forma chiamata Duanquan dello stile Sanhuang Paochui è descritta in un libro di Zhang Kai che spiega che questa è una delle forme di base, chiamata anche Zimu Duanda 子母短打 o più semplicemente Zimuquan 子母拳.

## Nanshan Duandaquan
Il Pugilato del Combattimento a Corta Distanza del Nanshan è tramandato da Zhou Qingquan in Zhejiang.

## Chenshi Taiji Changquan e Duanda
Un libro di Duan Wencai afferma che nel Chenshi Taijiquan esistono una forma di Changquan che si compone di 108 figure ed una di Duanda che si compone invece di 24 figure.